# Mico (rodzaj ssaków)
Mico – rodzaj ssaków naczelnych z rodziny pazurkowcowatych (Callitrichidae).

## Rozmieszczenie geograficzne
Rodzaj obejmuje gatunki występujące w Ameryce Południowej.

## Morfologia
Długość ciała 18–24 cm, ogona 26–40 cm; masa ciała 250–475 g.

## Systematyka
Rodzaj zdefiniował w 1840 roku francuski chirurg i zoolog René Lesson w książce swojego autorstwa poświęconej gatunkom ssaków dwuręcznych i czwronożnych. Gatunkiem typowym jest (oznaczenie monotypowe) uistiti srebrzysta (M. argentatus).

### Etymologia
- Mico: lokalna nazwa Mico używana nad rzeką Orinoko oznaczająca długoogoniastą małpę[9].
- Liocephalus: gr. λειος leios ‘gładki’; -κεφαλος -kephalos ‘-głowy’, od κεφαλη kephalē ‘głowa’[10]. Gatunek typowy: Wagner wymienił kilka gatunków – Simia albifrons Thunberg, 1819 (= Simia Geoffroyi Humboldt, 1811, Simia argentata Linnaeus, 1771, Simia Midas Linnaeus, 1758, Saguinus Ursula Hoffmannsegg, 1807, Simia melanurus É. Geoffroy Saint-Hilaire, 1811 i Simia labiata É. Geoffroy Saint-Hilaire, 1811 – z których gatunkiem typowym jest (późniejsze oznaczenie)[11] Simia argentata Linnaeus, 1758.
- Micoella: rodzaj Mico Lesson, 1840; łac. przyrostek zdrabniający -ella[9]. Gatunek typowy: Gray wymienił dwa gatunki – Hapale chrysoleucos J.A. Wagner, 1842 i Mico sericeus J.E. Gray, 1868 (= Hapale chrysoleucos J.A. Wagner, 1842) – z których gatunkiem typowym jest (późniejsze oznaczenie)[12] Mico sericeus J.E. Gray, 1868 (= Hapale chrysoleuca J.A. Wagner, 1842).
- Calibella: gr. καλλος kallos ‘piękno’, od καλος kalos ‘piękny’; port. bela lub wł. bella ‘piękny’[13]. Gatunek typowy (oryginalne oznaczenie): Callithrix humilis M.G.M. Van Roosmalen, T. Van Roosmalen, Mittermeier & Fonseca, 1998.

### Podział systematyczny
Do rodzaju należą następujące gatunki zgrupowane w dwóch podrodzajach:
| Podrodzaj  | Grafika | Gatunek           | Autor i rok opisu                                                     | Nazwa zwyczajowa           | Podgatunki         | Rozmieszczenie geograficzne | Podstawowe wymiary                                  | Status IUCN |
| ---------- | ------- | ----------------- | --------------------------------------------------------------------- | -------------------------- | ------------------ | --- | --------------------------------------------------- | ----------- |
| Callibella |         | Calibella humilis | (M.G.M. van Roosmalen, T. van Roosmalen, Mittermeier & Fonseca, 1998) | pigmejka czarnoczapeczkowa | gatunek monotypowy | endemit Brazylii (na południe od południowego brzegu rzeki Madeira, na zachód od rzeki Aripuaná i rzeki Roosevelt do rzeki Manicoré; południowa granica zasięgu nieznana)                                                      | DC: 16–17 cm DO: 22–24 cm MC: 150–185 g             | LC          |
| Mico       |         | Mico mauesi       | (Mittermeier, M. Schwarz & Ayres, 1992)                               | uistiti amazońska          | gatunek monotypowy | endemit Brazylii (rzeki Maués i Parauri na zachód do rzek Paraná Urariá i Abacaxis, na południe do zachodniego brzegu rzeki Tapajós, na zachód do rzeki Sucunduri)                                                             | DC: 20–23 cm DO: 34–38 cm MC: 315–400 g             | LC          |
| Mico       |         | Mico humeralifer  | (É. Geoffroy Saint-Hilaire, 1812)                                     | uistiti frędzloucha        | gatunek monotypowy | endemit Brazylii (na południe od rzeki Amazonka, pomiędzy rzeką Maués i prawdopodobnie rzeką Parauari na zachodzie oraz rzeką Tapajós na wschodzie; południowa granica zasięgu nieznana)                                       | DC: 18–21 cm DO: 31–33 cm MC: 446–498 g             | NT          |
| Mico       |         | Mico saterei      | (J.S. Silva & Noronha, 1998)                                          | uistiti zwinna             | gatunek monotypowy | endemit Brazylii (międzyrzecze rzek Canumá/Sucunduri na zachodzie i Abacaxis na wschodzie, wschodnie dopływy rzeki Madeiry) | DC: około 20 cm DO: około 37 cm MC: około 430 g     | LC          |
| Mico       |         | Mico melanurus    | (É. Geoffroy Saint-Hilaire, 1812)                                     | uistiti czarnoogonowa      | gatunek monotypowy | środkowo-południowa Brazylia (Pantanal, północ między rzekami Aripuaná i rzeką Juruena do Serra do Sucunduri), wschodnia Boliwia (na wschód od rzeki Mamoré) i północno-zachodni Paragwaj; zakres wysokości: 450–1100 m n.p.m. | DC: 22–24 cm DO: 30–34 cm MC: około 330 g           | NT          |
| Mico       |         | Mico acariensis   | M.G.M. van Roosmalen, T. van Roosmalen, Mittermeier & Rylands, 2000   | uistiti nadrzeczna         | gatunek monotypowy | endemit Brazylii (wschodni brzeg dolnego biegu rzeki Acarí i jej międzyrzecze na zachodzie i rzeki Sucunduri na wschodzie; południowa granica zasięgu niepewna)                                                                | DC: około 22 cm DO: około 38 cm MC: około 350 g     | LC          |
| Mico       |         | Mico marcai       | (Alperin, 1993)                                                       | uistiti reliktowa          | gatunek monotypowy | endemit Brazylii (w pobliżu ujścia rzeki Roosevelt, na północ wzdłuż zachodniego brzegu rzeki Aripuaná, na zachód do rzeki Manicoró, na północ do wschodniego brzegu rzeki Madeira)                                            | DC: około 22 cm DO: około 36 cm MC: 280–350 g       | VU          |
| Mico       |         | Mico schneideri   | Costa-Araújo, J.S. Silva, Boubli, Rossi, Hrbek & Farias, 2021         |                            | gatunek monotypowy | endemit Brazylii (między rzeką Juruena i rzeką Teles Pires, na północ do miejsca ujścia, na południe do źródeł (na północ od Lucas do Rio Verde))                                                                              | brak danych                                         | EN          |
| Mico       |         | Mico nigriceps    | (Ferrari & Lopes, 1992)                                               | uistiti czarnogłowa        | gatunek monotypowy | endemit Brazylii (między rzeką dos Marmelos na północy i wschodzie, rzeką Madeira na zachodzie i rzeką ` na południu) | DC: 19–22 cm DO: 31–33 cm MC: 330–400 g             | NT          |
| Mico       |         | Mico intermedius  | (Hershkovitz, 1977)                                                   | uistiti dżunglowa          | gatunek monotypowy | endemit Brazylii (między rzekami Roosevelt a Aripuaná; południowa granica zasięgu nieznana (prawdopodobnie wokół źródeł tych rzek))                                                                                            | DC: 20–24 cm DO: 32–40 cm MC: 280–310 g             | LC          |
| Mico       |         | Mico rondoni      | Ferrari, Sena, Schneider & J.S. Silva, 2010                           | uistiti drobna             | gatunek monotypowy | endemit Brazylii (między rzeką Mamoré na zachodzie, rzeką Madeirą na północy, rzeką Ji-Paraná na wschodzie i Serra dos Pacaás Novos na południu)                                                                               | DC: 20–24 cm DO: 29–33 cm MC: 250–390 g             | VU          |
| Mico       |         | Mico munduruku    | Costa-Araújo, Farias & Hrbek, 2019                                    |                            | gatunek monotypowy | endemit Brazylii (na zachód od rzeki Jamanxim, poniżej ujścia rzeki Novo, prawdopodobnie aż do wschodniego górnego biegu rzeki Tapajós, poniżej ujścia rzeki Cururú)                                                           | Dbrak danych                                        | VU          |
| Mico       |         | Mico argentatus   | (Linnaeus, 1771)                                                      | uistiti srebrzysta         | gatunek monotypowy | endemit Brazylii (na południe od rzeki Amazonka, rzeki Tapajós (na południe od rzeki Cupari), na wschód do rzeki Tocantins) | DC: 20–22 cm DO: 26–33 cm MC: 349–406 g             | LC          |
| Mico       |         | Mico chrysoleucos | (J.A. Wagner, 1842)                                                   | uistiti biało-złota        | gatunek monotypowy | endemit Brazylii (na południe od rzeki Amazonka między rzeką Masdeira a dolnym biegiem rzeki Aripuanã na zachodzie i rzeki Canumã na wschodzie)                                                                                | DC: 20–24 cm DO: 32–40 cm MC: 280–310 g             | LC          |
| Mico       |         | Mico leucippe     | O. Thomas, 1922                                                       | uistiti biała              | gatunek monotypowy | endemit Brazylii (na południe od rzeki Cuparí, na wschód od rzeki Tapajós, na południe do wschodniego brzegu rzeki Sao Benedito (dopływ rzeki Teles Fires))                                                                    | DC: około 20 cm DO: około 30 cm MC: około 330 g     | LC          |
| Mico       |         | Mico emiliae      | (O. Thomas, 1920)                                                     | uistiti parańska           | gatunek monotypowy | endemit Brazylii (na południe od rzeki Amazonka, pomiędzy rzeką Madeira i dolnym biegiem rzeki Aripuanã na zachodzie i rzeką Canumá na wschodzie)                                                                              | DC: około 19,9 cm DO: około 30,8 cm MC: brak danych | LC          |

Kategorie IUCN:  LC  – gatunek najmniejszej troski,  NT  – gatunek bliski zagrożenia,  VU  – gatunek narażony,  EN  – gatunek zagrożony.